# Zweifarbiges Malven-Spitzmäuschen
Das Zweifarbige Malven-Spitzmäuschen (Malvapion malvae) ist ein Käfer aus der Unterfamilie Apioninae innerhalb der Langkäfer (Brentidae).

## Merkmale
Das mehr oder weniger dicht weißlich behaarte Zweifarbige Malven-Spitzmäuschen wird etwa 1,8 bis 2,4 Millimeter lang. Typisch ist die Farbgebung der nicht gezähnten Flügeldecken. Sie sind bis auf die Schultern und einen an der Basis befindlichen etwa dreieckigen schwarzen Fleck, der über das Schildchen nach hinten reicht, gelbrot bis ockerbraun gefärbt. Meist ist ein mehr oder weniger breiter schwarzer Nahtstreifen ausgebildet. Am Basalrand des Halsschilds sind keine Zähnchen ausgebildet. Kopf, Rüssel und Halsschild sind schwarz gefärbt, wobei die Rüsselspitze bisweilen etwas aufgehellt ist. Die undeutlich geknieten Fühler besitzen kein langes Schaftglied und sind wie die Beine rotbraun bis gelbrot. Kopf, Halsschild und Flügeldeckelbasis weisen eine kräftige, an manchen Stellen auch verdichtete, weiße Schuppenbehaarung auf. Der übrige Körper ist mit feinen weißen Haaren besetzt.

## Lebensweise
Das Zweifarbige Malven-Spitzmäuschen lebt an verschiedenen Pflanzen aus der Familie der Malvengewächse (Malvaceae). Überwiegend ist es an Vertretern der Gattungen Malven (Malva) und Stockrosen (Alcea) zu finden. An Eibisch (Althaea) und Strauchpappeln (Lavatera) ist die Art ebenfalls nachgewiesen. Die Weibchen legen ihre Eier in den Fruchtknoten der jeweiligen Wirtspflanze ab, wo auch die Entwicklung der Larven stattfindet. Die Larven ernähren sich von den Samen. Die Verpuppung erfolgt in den Samenkörnern. Nach Beendigung der kurzen Puppenruhe schlüpfen die Käfer und bohren sich nach draußen. Als Nahrung dienen ihnen die Blätter der Wirtspflanze. Der Käfer ist von April bis September nachweisbar.

## Verbreitung
Die Art ist in der paläarktischen Region mit Ausnahme Nordeuropas verbreitet.
In Deutschland ist es besonders im Süden und Westen verbreitet. Im Osten sind keine aktuellen Funde belegt. Die Vorkommenshäufigkeit ist deutlich ansteigend. Das Zweifarbige Malven-Spitzmäuschen ist eine wärmeliebende Art. Es ist bevorzugt an Wegrändern, Ruderalflächen, Säumen und in Gärten anzutreffen.

## Gefährdung
Die Art gilt in Deutschland als ungefährdet.

## Systematik
Das Zweifarbige Malven-Spitzmäuschen wurde von Johann Christian Fabricius 1775 erstbeschrieben. Als Synonym gilt die Bezeichnung Apion malvae (Fabricius, 1775).